# گرییژ
گرییژ (به فرانسوی: Grièges) یک کمون در فرانسه است که در canton of Pont-de-Veyle واقع شده‌است.

## خصوصیات
گرییژ ۱۴٫۸۷ کیلومترمربع مساحت و ۱٬۸۰۰ نفر جمعیت دارد و ۲۶۸ متر بالاتر از سطح دریا واقع شده‌است.